# Münchner Künstlertheater

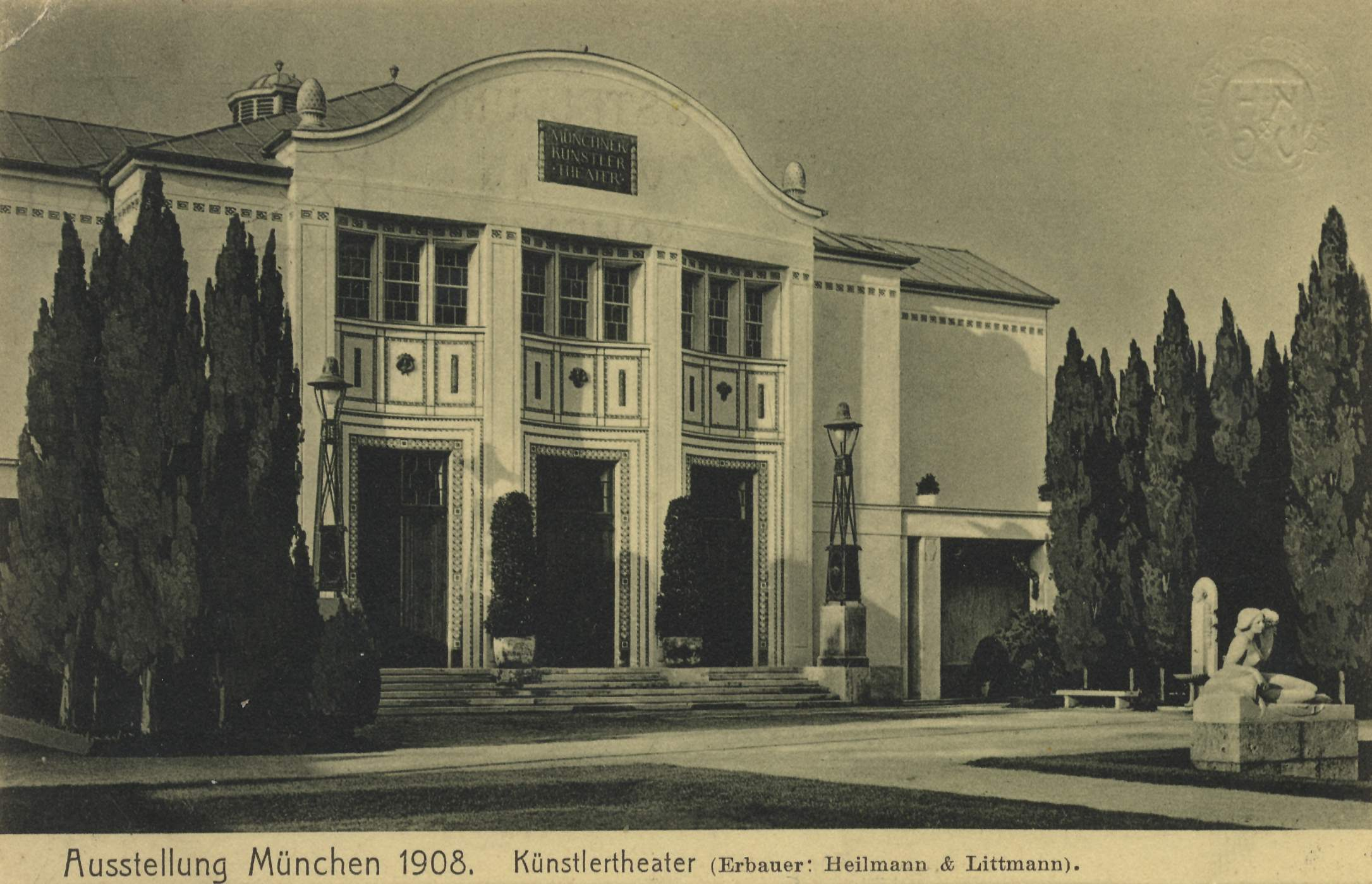
O Münchner Künstlertheater em 1908

Projetado por Max Littmann e inaugurado em 1908, o Münchner Künstlertheater (Teatro de arte de Munique) foi o primeiro teatro construído na Alemanha de acordo com a estética art nouveau .
O principal promotor foi o jornalista e dramaturgo Georg Fuchs, que em 1907 fundou uma sociedade em Munique, o Verein Münchner Künstler, com o objetivo expresso de construir um teatro de acordo com os cânones contemporâneos da época.
O teatro tinha um palco de pouca profundidade, um proscênio e nenhum fosso da orquestra.
Embora as primeiras produções organizadas por Fuchs não tenham sido particularmente bem-sucedidas, o edifício atraiu muito interesse graças ao projeto inovador de Littmann.
Em 1909, o teatro foi alugado para Max Reinhardt e finalmente fechado em 1914.
O edifício foi destruído em 1944 pelos bombardeios da Segunda Guerra Mundial .